# Hörvik
Hörvik is een plaats in de gemeente Sölvesborg in het landschap Blekinge en de provincie Blekinge län in Zweden. De plaats heeft 776 inwoners (2005) en een oppervlakte van 88 hectare.
De plaats ligt op het schiereiland Listerlandet en ligt aan de Hanöbukten. De plaats is een vissersdorp er is o.a. een visrokerij te vinden.